# Frankrikes buddhistiska union
Frankrikes buddhistiska union (franska: Union Bouddhiste de France, förkortat UBF) är paraplyorganisation för olika franska föreningar som har kopplingar till buddhismen i Frankrike. Unionen grundades år 1986 och dess uppgift är bland annat att hjälp buddhisterna att integrera sig i det franska samhället och fungera som informationscentrum om religionen. Antony Boussemart är ordförande sedan mars 2021.
UBF består av 92 medlemsorganisationer som representerar olika buddhistiska riktningar i Egentliga Frankrike.
Unionen hör till Europeiska buddhistiska unionen vars huvudkontor är beläget i Paris.